# Emirato de Tiflis
El Emirato de Tiflis (en georgiano: თბილისის საამირო; en árabe: إمارة تفليسي‎, romanizado: Imārata Tiflisi) fue un emirato que abarcaba la zona oriental de la actual Georgia, con capital en la ciudad de Tiflis. 
Fue establecido en 736 por los árabes durante sus invasiones de tierras georgianas como núcleo para su expansión en el Cáucaso. Perduró hasta que fue conquistado en 1122 por el nuevo reino unificado de Georgia bajo David IV, que hizo de Tiflis su capital.

## Historia
Los árabes llegaron por primera vez a Georgia (concretamente a Kartli) en 645. Aun así, no fue hasta 735 cuando lograron establecer un control efectivo sobre parte del país. En ese año, Marwan II tomó Tiflis junto a las tierras vecinas e instaló un emir árabe. Este rendía cuentas ante el califa u, ocasionalmente, ante el ostikan de Armenia. 
Durante el periodo árabe, Tiflis se convirtió en un centro comercial entre el mundo islámico y Europa del norte. Además de funcionar como enclave comercial, formó una provincia de fronteras que servía de tapón contra los bizantinos y jázaros. Con el tiempo, la ciudad Tiflis se convirtió mayoritariamente al islam,  aunque el cristianismo siguió siendo común en el campo.
Tiflis se convirtió en una gran ciudad con una muralla doble atravesada por tres puertas. Ocupaba ambas riberas del río Kura, unidas por un puente de barcas. Las crónicas contemporáneas mencionan sus fuentes termales y sus baños de aguas calientes. En el río se construyeron molinos de agua. Las casas se construían siguiendo la tradición local, mediante el empleo de madera de pino, para sorpresa de los viajeros árabes. En la primera mitad del siglo IX, Tiflis llegó a ser con cincuenta mil habitantes la segunda mayor ciudad del Cáucaso, solo después de Derbent.
La influencia del Califato abasí se debilitó después de la guerra civil en la década de 810, y la autoridad del califa fue desafiada por gobernantes periféricos secesionistas, incluyendo a los emires de Tiflis. Al mismo tiempo, el emirato se convirtió en objetivo de la dinastía Bagrationi, que intentaba reconquistar Georgia desde su base en Tao-Klarjeti. El Emirato de Tiflis creció en fuerza bajo Ishaq ibn Ismaíl (833-853) y logró reprimir a los príncipes georgianos mientras desafiaba a Bagdad. Retiró su tributo anual al califa y se proclamó independiente. Para acabar con su rebelión, el califa al-Mutawakkil envió en 863 una expedición liderada por Bugha al-Kabir (también llamado Bugha el turco). Bugha quemó Tiflis y decapitó a Ishaq, acabando la aventura de un emirato independiente en el Cáucaso. Los abásidas se negaron a reconstruir un Tiflis poderoso, que pudiera volver a albergar deseos independentistas, pero así debilitaron la posición musulmana en la región.
Desde la década de 1020, los reyes georgianos empezaron una campaña para recuperar el territorio del emirato de Tiflis, aunque frecuentemente interrumpida por sus conflictos internos. El emirato terminó reducido a la ciudad de Tiflis y sus inmediaciones. Aun así, las invasiones selyúcidas de 1070-1080 lograron detener el avance georgiano y alargaron la vida del emirato. La última dinastía de emires de Tiflis acabó, presumiblemente, en 1080, y la ciudad estuvo gobernada por una oligarquía de mercaderes llamada en las crónicas como tbileli berebi o alcaldes de Tiflis. La victoria final del rey georgiano David IV  sobre los turcos selyúcidas supuso el final del emirato de Tiflis, que cayó ante un ejército georgiano en 1122. 
El cargo de emir (amira, ამირა) —entonces ya un simple funcionario del rey de Georgia— sobrevivió en Tiflis, así como otras ciudades de Georgia, hasta su sustitución por el cargo de mouravi en el siglo XVIII.

## Gobernantes

### Emires Shuabidas de Tiflis
- Isma'il b. Shuab (Hasta que 813)
- Mohammed b. Atab (813-829)
- Ali b. Shuab (829-833)
- Ishaq b. Isma'il b. Shuab (833-853)

### Emires Shaybanidas de Tiflis
- Mohammed b. Khalil (853-870)
- Isa b. ash-Sheikh ash-Shayban (870-876)
- Ibrahim (876-878)
- Gabuloc (878-880)

### Emires Yafaridas de Tiflis
- Jaffar I b. Ali (880-914)
- Mansur b. Jaffar (914-952)
- Jaffar II b. Mansur (952-981)
- Ali b. Jaffar (981-1032)
- Jaffar III b. Ali (1032-1046)
- Mansur b. Jaffar (1046-1054)
- Abu'l-Haija b. Jaffar (1054-1062) (el último emir confirmado)
- Fadlun de Ganja (1068-1080, nominal, nombrado por Alp Arslan)

Según fuentes georginas, entre 1062 y 1068 y de nuevo entre 1080 y 1122, el emirato fue gobernado por un consejo de ancianos de Tiflis.